# Aeroportul Internațional San Luis Potosí
Aeroportul Internațional San Luis Potosí (IATA: SLP, ICAO: MMSP) este un aeroport din San Luis Potosí (oraș), San Luis Potosí Municipality⁠(d), San Luis Potosí, Mexic ce deservește zona San Luis Potosí. Aeroportul a fost tranzitat în 2023 de 718.639 de pasageri.
Situat la o altitudine de 1.839 m, aeroportul dispune de o singură pistă. Este operat de Grupo Aeroportuario Centro Norte⁠(d).